# Cucurbita fraterna
Cucurbita fraterna — вид квіткових рослин родини гарбузових (Cucurbitaceae). Часто вважається підвидом гарбуза звичайного — Cucurbita pepo subsp. fraterna. Батьківщиною виду є Тамауліпас і Нуево-Леон на півночі Мексики. Його звичайне місце проживання — сухі гірські чагарники. Цвіте у вересні, а плоди дозрівають у грудні.